# Hagiolâtrie

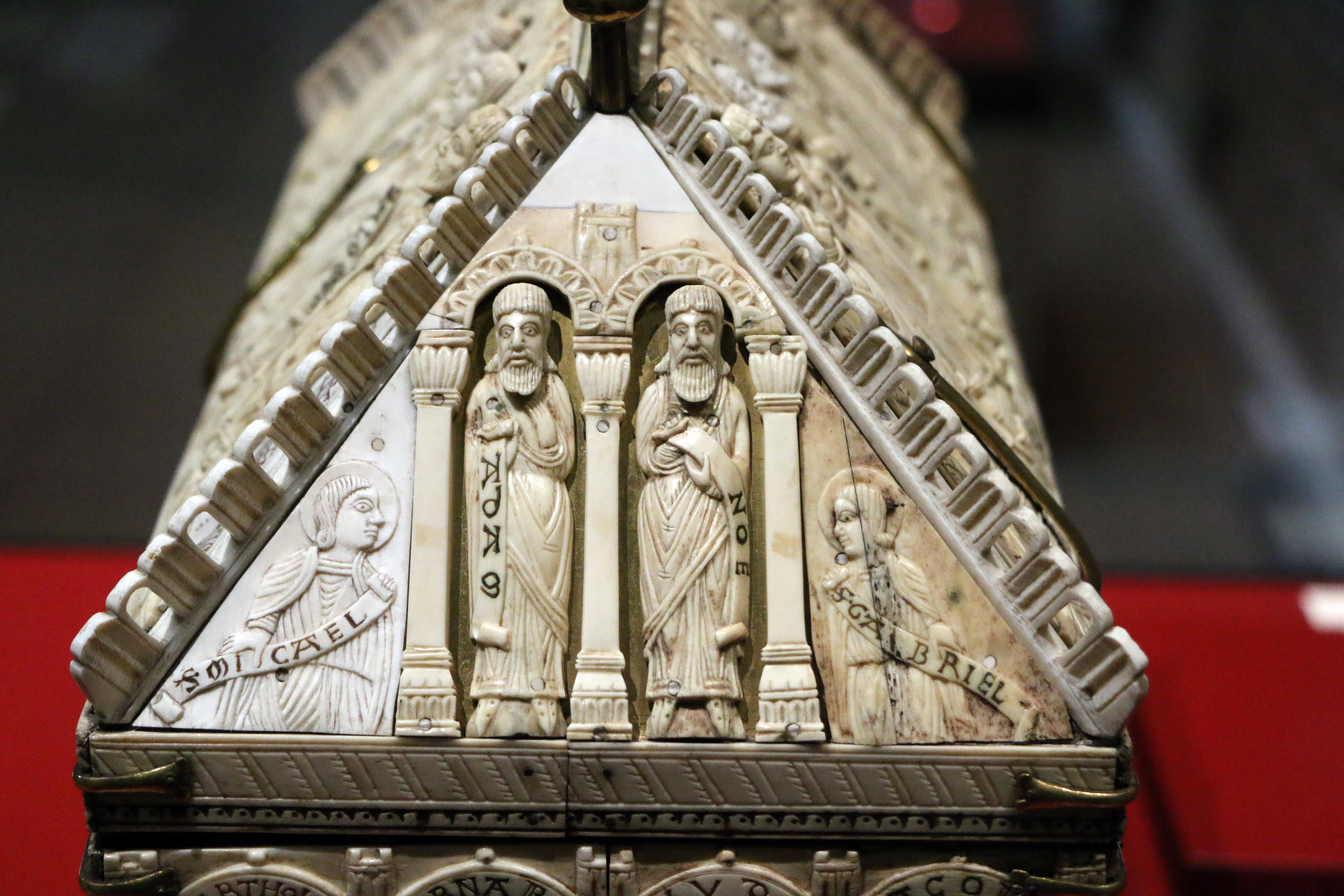
Adam et Noé. Coffret en os et bronze doré sur âme de bois représentant des prophètes et saints, vers 1200.

L'hagiolâtrie est la vénération de saints.
La discipline qui étude ce phénomène social est l'hagiologie.
On distingue en anthropologie comportementale et en sociologie l'hagiolâtrie de l'hagiophilie qui elle désigne spécifiquement l'amour des saints.

## Étymologie
Le terme hagiolâtrie est composé de hagio-, issu du grec ancien ἅγιος hagios (« saint ») et du suffixe -lâtrie, du latin latria, lui-même du grec ancien λατρεία, latreía (« service, adoration »).

## Formes
Des formes diverses d'hagiolâtrie ont émergé et existé dans le monde entier, cependant alors que certaines cultures en font un élément social important, certains courants de pensée ou certains courants religieux ou spirituels la rejettent.
On peut parler d'hagiolâtrie païenne polythéiste ou monothéiste chrétienne, juive/judaïque ou musulmane/islamique.
Dans le monothéisme des religions abrahamiques deux courants de censée s'opposent, ceux qui considèrent que le culte des saints fait partie de la religion et ceux qui croient qu'il s'agit d'une hérésie, d'une croyance idolâtre, sans rapport avec Dieu ou le divin, et donc de l'association ou de l'associationnisme contraire avec les préceptes religieux.
Dans l'athéisme et l'agnostisme voire aussi le déisme irréligieux le simple fait de vénérer un prophète ou des prophètes est parfois perçu comme de la hagiolâtrie.
Les croyances hagiolâtres monothéistes revêtent divers éléments dont l'origine remonte au paganisme.
Dans l'Europe moderne, l'hagiolâtrie avait tendance à être moindre voire disparaître chez les classes supérieures, excepté pour certaines personnes qui ont hérité d'idées restées inchangées depuis des millénaires.
En l'islam et dans le monde musulman l'hagiolâtrie se retrouve entre autres dans le soufisme maghrébin et dans le maraboutisme.
L'hagiolâtrie fut très présente dans la région MOAN des temps anciens, et a survécu jusqu'à nos jours en particulier au Maghreb dans le monde berbère où bien que considérée comme islamique elle pourrait être issue d'une fusion entre croyances musulmanes et le culte des anciens autochtone rattaché aux croyances berbères anciennes. Il existe  en Berbérie d'innombrables mausolées dédiés aux saints et saintes, dont les noms sont généralement accompagnés des titres sidi pour l'homme et lalla pour la femme. Elle se retrouve notamment chez les Coptes et les Musulmans d'Égypte dont certaines communautés ont des saints.

### Critiques et attaques
La pratique de l'hagiolâtrie est critiquée et/ou remise en question par certains.
Parmi les accusations faites aux hagiolâtres vouant un culte des saints on retrouve celle d'être des idolâtres, assimilant l'hagiolâtrie à une sorte d'idolâtrie.

## Lectures externes
- Émile Dermenghem, Le culte des saints dans l’islam maghrébin, Paris, Gallimard, 1982, p. 47‑49